# Kurt Asle Arvesen
Kurt Asle Arvesen (Molde, 9 de fevereiro de 1975) é um ciclista profissional norueguês.